# Стакевці
Ста́кевці (болг. Стакевци) — село у Видинській області Болгарії. Входить до складу общини Белоградчик.

## Населення
За даними перепису населення 2011 року у селі проживали 199 осіб.
Національний склад населення села:
| Національність   | Кількість осіб | Відсоток |
| ---------------- | -------------- | -------- |
| болгари          | 189            | 96,4%    |
| цигани           | 6              | 3,1%     |
| турки            | 0              | 0%       |
| Всього відповіли | 196            |          |

Розподіл населення за віком у 2011 році:
Динаміка населення: